# Regione di Jetısu
La regione di Jetısu (in kazako Жeтіcу oблыcы?; in russo Жeтыcуcкaя oблacть?), o Žetysu, è una delle regioni del Kazakistan. Il suo capoluogo e centro amministrativo è Taldyqorğan. L'area totale del territorio della nuova regione è di 118 500 km².

## Storia
La regione è stata istituita l'8 giugno 2022 dallo scorporo dalla regione di Almaty (il cui centro amministrativo è stato spostato a Qonaev), in conformità con il decreto del Presidente Qasym-Jomart Toqaev, del 4 maggio 2022. Il suo nome fa riferimento alla regione di Semireč'e (o Jetısu) dell'Impero russo e successivamente dell'Unione Sovietica, al centro della quale si trovava la città di Almaty. La regione di Jetısu all'interno dei suoi confini corrisponde all'ex regione di Taldyqorğan, abolita nel 1997.

## Società

### Evoluzione demografica
Al 1º agosto 2022 la popolazione della regione era di 698 987 abitanti.

## Geografia antropica

### Suddivisioni amministrative

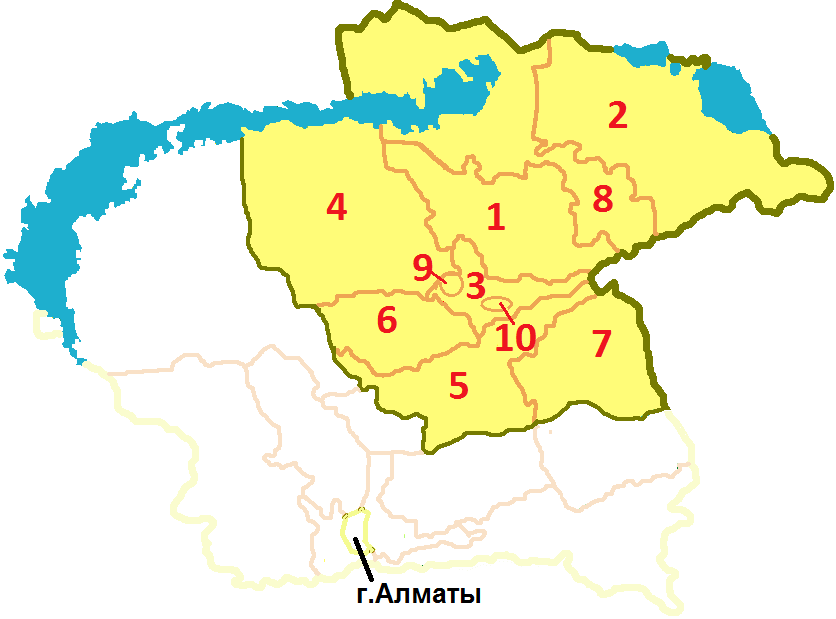
Carta con la suddivisione amministrativa della regione di Jetısu in distretti e città

La regione è composta da otto distretti e due città di subordinazione regionale (città akimat):
1. Distretto di Aqsu
2. Distretto di Alaköl
3. Distretto di Eskeldı
4. Distretto di Qaratal
5. Distretto di Kerbūlaq
6. Distretto di Köksu
7. Distretto di Panfilov
8. Distretto di Sarqant
9. Città di Taldyqorğan
10. Città di Tekelı